# Compagnie Française des Voitures Électromobiles
Compagnie Française des Voitures Électromobiles est un constructeur automobile français.

## Production
L’entreprise a commencé à produire des automobiles en 1898. Le nom de la marque était Cardinet. Ce nom de marque a été utilisé pour les voitures électriques entre 1898 et 1906. Pour l’année 1907, des véhicules à moteur à essence ont été produits sous la marque Cardina. L’usine était située au 20 rue Taitbout. Des moteurs électriques assuraient la conduite. 
La vitesse pouvait être réglée par petits pas entre 4 km/h et 18 km/h.
Initialement, les batteries étaient montées sous le châssis, mais à partir de 1901, elles étaient situées au-dessus du châssis. Il y avait le choix entre un Voiture de livraison, une Victoria et un coupé.
La production s’est terminée en 1907.

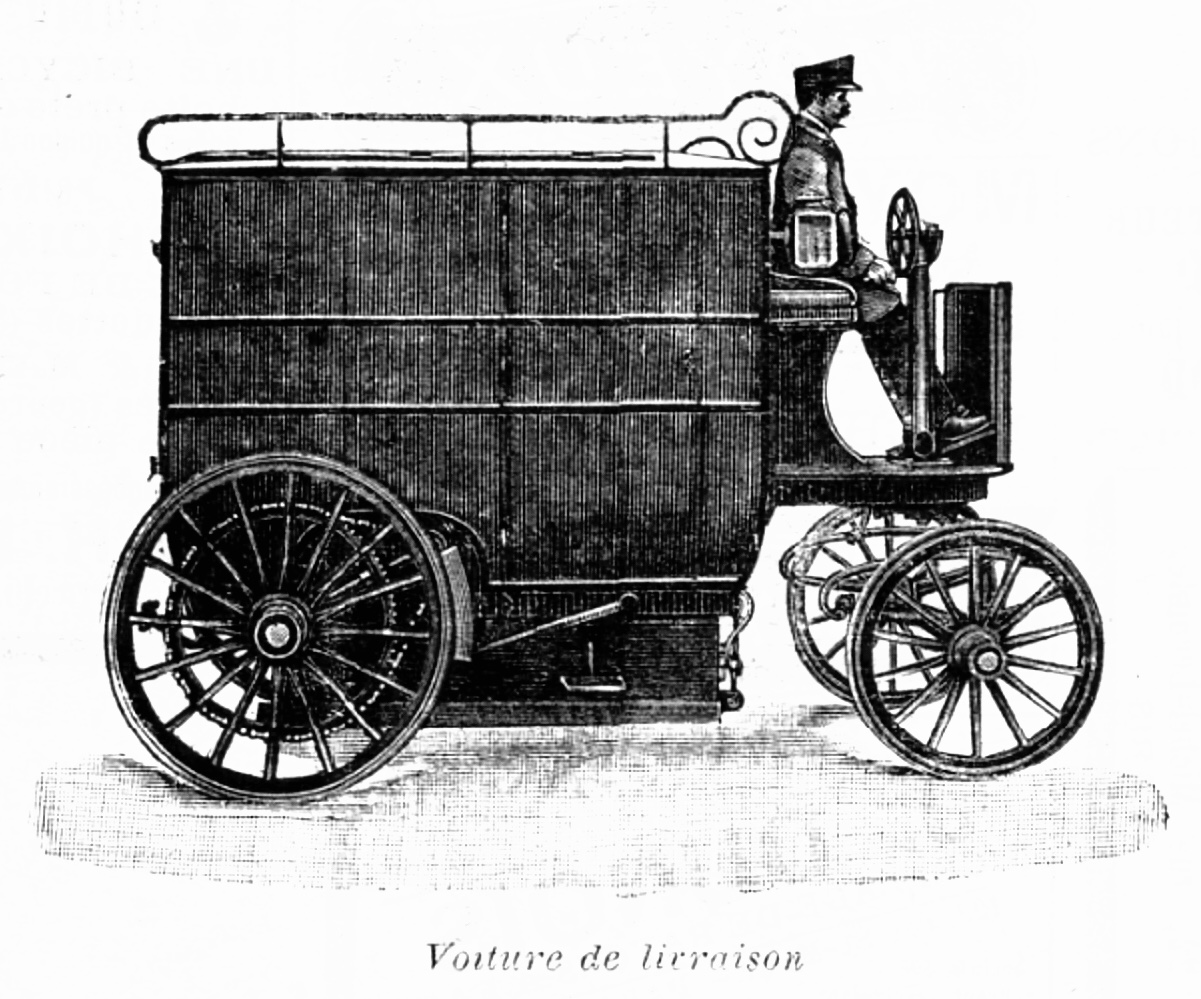
Voiture de livraison (1898). Compagnie Française des Voitures Électromobiles.
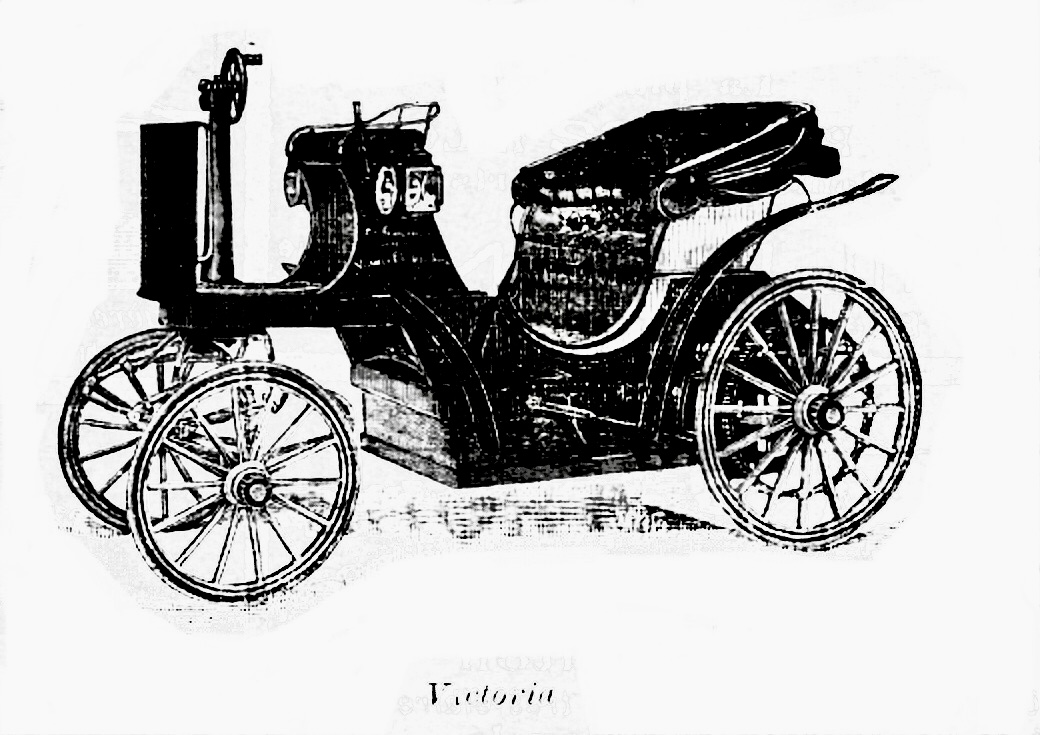
Victoria (1898). Compagnie Française des Voitures Électromobiles.
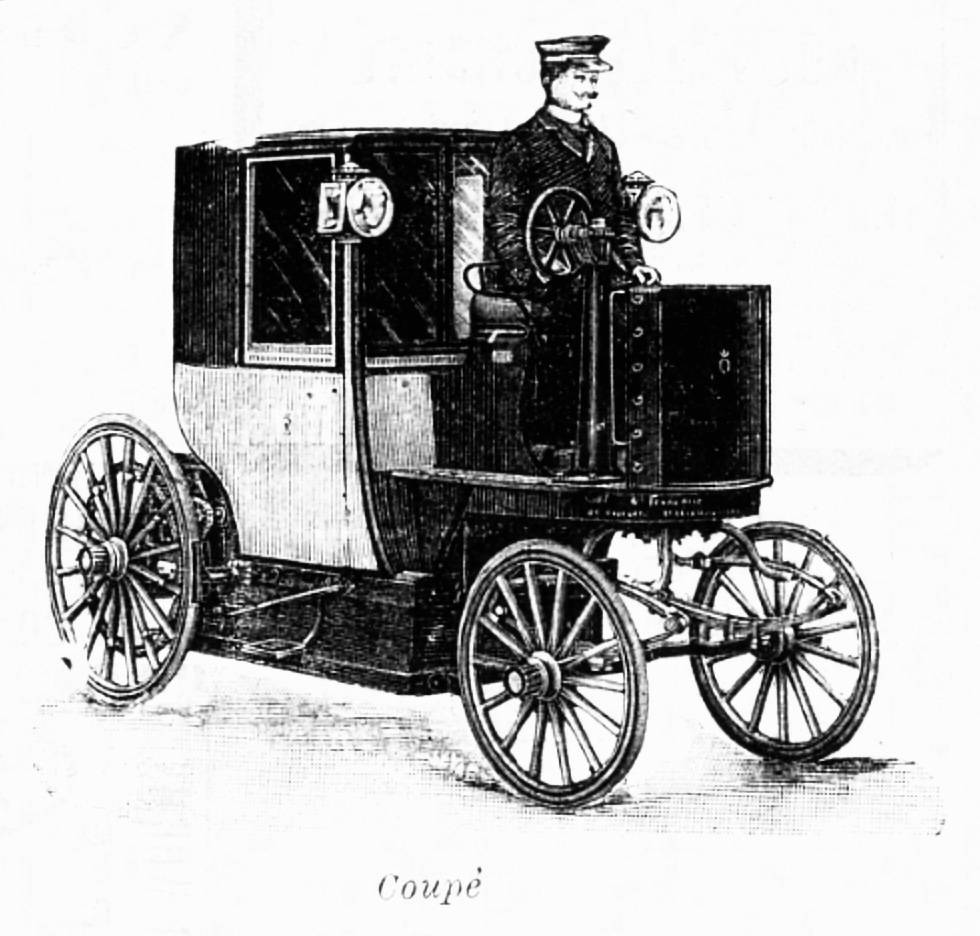
Coupé (1898). Compagnie Française des Voitures Électromobiles.